# GeoNetwork opensource (código aberto)
O projeto open source GeoNetwork (GNOS ) é uma aplicação de catalogação livre e de código aberto (FOSS) para recursos referenciados espacialmente. É um catálogo de informações orientadas para localização.
É um ambiente de gestão de informações espaciais padronizado e descentralizado desenhado para permitir acesso a bancos de dados georreferenciados, produtos cartográficos e metadados relacionados de uma variedade de fontes, aperfeiçoando a troca de informações espaciais e partilha entre organizações e o respetivo público, usando as capacidades da Internet. Ao utilizar o protocolo Z39.50, ele acede a catálogos remotos e disponibiliza seus dados para outros serviços de catálogo. Desde 2007 o OGC Web Catalog Service está a ser implementado.

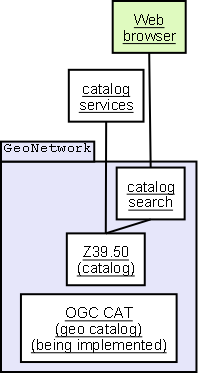
Interfaces do GeoNetwork

Os mapas, incluindo aqueles derivados de imagens de satélite, são ferramentas comunicacionais eficazes e desempenham um papel importante no trabalho dos decisores (por exemplo, planeadores de desenvolvimento sustentável e gerentes humanitários e de emergência) que precisam de utilizadores rápidos, confiáveis e produtos cartográficos amigáveis atualizdos como base para a ação e para planear e monitorizar melhor as atividades; Especialistas em GIS que precisam trocar dados geográficos consistentes e atualizados; e analistas espaciais que necessitam de dados multidisciplinares para realizar análises geográficas preliminares e fazer previsões confiáveis.
O software foi implementado em várias organizações, sendo a primeira a FAO GeoNetwork e a WFP VAM-SIE-GeoNetwork, ambas em sua sede em Roma, Itália . Além disso, a OMS, o CGIAR, o BRGM, a ESA, o FGDC e o Centro de Pesquisa e Informação de Mudança Global (GCIRC) da China estão a trabalhar em implementações de código aberto GeoNetwork como a sua capacidade de gestão de informações espaciais.
É utilizado para vários sistemas de informação sobre riscos, em particular na Gâmbia.
Várias ferramentas relacionadas são incluídas com o GeoNetwork, incluindo o GeoServer. O GeoServer armazena dados geográficos, enquanto o GeoNetwork cataloga coleções desses dados.